# Jumpingpound Mountain
Jumpingpound Mountain är ett berg i Kanada.   Det ligger i provinsen Alberta, i den centrala delen av landet, 2 900 km väster om huvudstaden Ottawa. Toppen på Jumpingpound Mountain är 2 225 meter över havet, eller 274 meter över den omgivande terrängen. Bredden vid basen är 5,8 km.
Terrängen runt Jumpingpound Mountain är huvudsakligen kuperad.Trakten runt Jumpingpound Mountain är nära nog obefolkad, med mindre än två invånare per kvadratkilometer..
I omgivningarna runt Jumpingpound Mountain växer i huvudsak barrskog.